# My Way (bài hát của Calvin Harris)
"My Way" là một bài hát của Calvin Harris. Bài hát được phát hành vào ngày 16 tháng 9 năm 2016. Harris đã công bố về đĩa đơn này trên trang Twitter của anh năm ngày trước khi phát hành. Giống như các đĩa đơn trước của anh "Summer" và "Feel So Close", Harris tiếp tục thể hiện giọng hát trong "My Way". Bài hát đạt cao nhất ở vị trí thứ tự trên bảng xếp hạng UK Singles Chart và thứ 24 trên bảng xếp hạng Billboard Hot 100 của Hoa Kỳ.

## Video âm nhạc
Video âm nhạc cho bài hát được phát hành trên YouTube vào ngày 28 tháng 10 năm 2016 thông qua tài khoản Vevo chính thức của Calvin Harris. Nó được đạo diễn bởi Emil Nava.
Người bạn gái robot cùng diễn với Calvin Harris là nữ diễn viên Emanuela Postacchini.

## Thành công thương mại
Tại Hoa Kỳ, "My Way" khởi đầu lọt vào vị trí thứ 24 trên bảng xếp hạng Billboard Hot 100 trong số ngày 8 tháng 10 năm 2016. Đĩa đơn mở đầu tại vị trí thứ 4 trên Digital Songs với 53.000 lượt tải, và tại vị trí thứ 45 trên Streaming Songs với 6 triệu lượt stream tại Hoa Kỳ trong tuần đầu tiên. Trên Radio Songs, nó khởi đầu tại vị trí 46 sau tuần đầu tiên (27 triệu người nghe).

## Xếp hạng
| Bảng xếp hạng (2016)                            | Vị trí xếp hạng cao nhất |
| ----------------------------------------------- | ------------------------ |
| Argentina (Monitor Latino)                      | 5                        |
| Úc (ARIA)                                       | 9                        |
| Áo (Ö3 Austria Top 40)                          | 4                        |
| Bỉ (Ultratop 50 Flanders)                       | 5                        |
| Bỉ (Ultratop 50 Wallonia)                       | 6                        |
| Canada (Canadian Hot 100)                       | 14                       |
| Cộng hòa Séc (Rádio Top 100)                    | 16                       |
| Cộng hòa Séc (Singles Digitál Top 100)          | 2                        |
| Đan Mạch (Tracklisten)                          | 20                       |
| Phần Lan (Suomen virallinen lista)              | 15                       |
| Pháp (SNEP)                                     | 4                        |
| Trường songid là BẮT BUỘC CHO BẢNG XẾP HẠNG ĐỨC | 5                        |
| Hungary (Dance Top 40)                          | 2                        |
| Hungary (Rádiós Top 40)                         | 1                        |
| Hungary (Single Top 40)                         | 2                        |
| Ireland (IRMA)                                  | 4                        |
| Israel (Media Forest)                           | 6                        |
| Ý (FIMI)                                        | 11                       |
| Leban (Lebanese Top 20)                         | 13                       |
| Hà Lan (Dutch Top 40)                           | 4                        |
| Hà Lan (Single Top 100)                         | 6                        |
| New Zealand (Recorded Music NZ)                 | 10                       |
| Na Uy (VG-lista)                                | 9                        |
| Ba Lan (Polish Airplay Top 100)                 | 10                       |
| Ba Lan (Dance Top 50)                           | 2                        |
| Bồ Đào Nha (AFP)                                | 11                       |
| Russia Airplay (Tophit)                         | 1                        |
| Scotland (OCC)                                  | 1                        |
| Slovakia (Rádio Top 100)                        | 33                       |
| Slovakia (Singles Digitál Top 100)              | 2                        |
| Tây Ban Nha (PROMUSICAE)                        | 12                       |
| Thụy Điển (Sverigetopplistan)                   | 7                        |
| Thụy Sĩ (Schweizer Hitparade)                   | 2                        |
| Anh Quốc (OCC)                                  | 4                        |
| Anh Quốc Dance (OCC)                            | 4                        |
| Hoa Kỳ Billboard Hot 100                        | 24                       |
| Hoa Kỳ Dance Club Songs (Billboard)             | 6                        |
| Hoa Kỳ Hot Dance/Electronic Songs (Billboard)   | 6                        |
| Hoa Kỳ Pop Airplay (Billboard)                  | 12                       |
| Hoa Kỳ Rhythmic (Billboard)                     | 30                       |

## Chứng nhận
| Quốc gia                                                                                              | Chứng nhận | Số đơn vị/doanh số chứng nhận |
| --- | ---------- | ----------------------------- |
| Úc (ARIA)                                                                                             | Bạch kim   | 70.000‡                       |
| New Zealand (RMNZ)                                                                                    | Vàng       | 15.000‡                       |
| Anh Quốc (BPI)                                                                                        | Bạc        | 200.000‡                      |
| ^ Chứng nhận dựa theo doanh số nhập hàng. ‡ Chứng nhận dựa theo doanh số tiêu thụ và phát trực tuyến. |            |                               |

## Lịch sử phát hành
| Quốc gia | Ngày                | Định dạng              | Hãng đĩa | Tham khảo |
| -------- | ------------------- | ---------------------- | -------- | --------- |
| Toàn cầu | 19 tháng 9 năm 2016 | Tải kỹ thuật số        | Sony     | [ 48 ]    |
| Hoa Kỳ   | 20 tháng 9 năm 2016 | Contemporary hit radio | Columbia | [ 49 ]    |